# Expedición a San Blas
La Expedición a San Blas fue una incursión de desastrosos resultados llevada a cabo durante la Guerra del Brasil por las fuerzas armadas del Imperio sobre la Bahía San Blas, localidad ubicada en el Partido de Patagones, en el extremo sudoeste de la Provincia de Buenos Aires (República Argentina) 40°33′00″S 62°16′00″O / -40.55000, -62.26667.

## Historia
En febrero de 1827 la situación militar era desfavorable al Brasil, pese a la superioridad de recursos y al bloqueo de la ciudad de Buenos Aires. El mes había abierto con la aplastante victoria naval republicana en la Batalla de Juncal, donde la Tercera División imperial había sido eliminada por la escuadrilla de Guillermo Brown, y en pocas semanas se habían sumado la victoria terrestre en la Batalla de Ituzaingó y la del 28 de febrero en la Batalla de Carmen de Patagones. Por otra parte, los corsarios de bandera argentina desafiaban el bloqueo y amenazaban el comercio brasilero en el Río de la Plata y en las mismas costas del Imperio. 
Tras la victoria argentina en Carmen de Patagones el capitán Guillermo Eyre (segundo de James Shepherd en la malograda expedición) fue uno de los 93 prisioneros, varios de ellos oficiales (2 tenientes 1°, 5 tenientes 2°, entre ellos Joaquín Marques Lisboa, futuro almirante Tamandaré, y el teniente Joaquín José Ignacio, 1 guardiamarina, 8 oficiales de caballería y 2 de artillería), que habían logrado fugarse al ser conducidos a la estación naval en el Salado en el bergantín Anna.
Eyre comunicó a sus superiores que en la bahía San Blas se equipaban para el corso varios buques, entre ellos la fragata Gaviota (ex Condesa de Ponte), apresada a fines de 1826 por el bergantín corsario Oriental Argentino al mando de Pedro Dautant.
El mando brasilero dispuso entonces enviar una nueva expedición para intentar detener la actividad corsaria argentina. 
El 16 de septiembre zarpó una división naval al mando del mismo Eyre, compuesta por la corbeta Maceio y los bergantines Caboclo e Independencia ou Morte.
El 20 de septiembre, al encarar la embocadura de San Blas, a 7 millas de Punta Rubia, la Maceio y el Independencia ou Morte tocaron fondo en el banco del Colorado. Ambos consiguieron zafar sin averías y a propuesta de un nuevo práctico, Eyre decidió efectuar un nuevo intento al día siguiente.
El 21 de septiembre ambas naves volvieron a encallar pero esta vez no consiguieron volver a flote y se perdieron completamente por las fuertes marejadas en las noches del 21 y el 22. Como resultado, cincuenta hombres se ahogaron y 80 debieron desembar y rendirse a los mismos defensores de Patagones, Eyre entre ellos. 
Solo 22 hombres se salvaron en el Caboclo, entre ellos el teniente Marques Lisboa, y consiguieron regresar a Montevideo.
Los bajíos de San Blas, conocidos por los navegantes por su peligrosidad como Puerta del Infierno, fueron también causa del naufragio del bergantín brasilero Ninfa (10 cañones) y la goleta Conceicao (2). Sin embargo, también muchas de las presas enviadas por los corsarios argentinos hallaron allí su fin.